# Teresa Enríquez
Teresa Enríquez, död 1529, var en spansk hovfunktionär.
Hon och hennes make var från 1474 hovdam respektive hovman vid Ferdinand och Isabellas hov. Hon är omtalad för sina byggnadsprojekt och sina religiösa och filantropiska intressen, och omtalas för sitt engagemang för sjukvård av de sårade under erövringen av Granada 1492.  